# Strange New World
"Strange New World" es el cuarto episodio de la serie de televisión Star Trek: Enterprise y fue escrito por Mike Sussman y Phyllis Strong basado en una historia de los productores Brannon Braga y Rick Berman. David Livingston se desempeñó como director del episodio.
En este episodio, la Enterprise encuentra un nuevo mundo muy parecido a la Tierra. Una pequeña tripulación pasa la noche en la superficie para seguir investigando el planeta. Una violenta tormenta obliga a la tripulación a refugiarse en una cueva local, pero los miembros de la tripulación creen que no están solos.

## Trama
La Enterprise pasa por un planeta de clase Minshara previamente desconocido con una atmósfera y una superficie similares a la de la Tierra. El Capitán Archer ordena que se prepare un transbordador para una misión fuera de casa. Después de una tarde estudiando el planeta, T'Pol, Tucker y Mayweather solicitan más tiempo en el planeta, y lo hacen con la aprobación de Archer. A los tripulantes Cutler y Novakovich también se les permite permanecer en la superficie para estudiar la vida nocturna, mientras el Capitán y el Teniente Reed luego regresan al Enterprise.
En la noche, se acerca un violento frente de tormenta, por lo que Tucker sugiere que el grupo de desembarco use la cueva que T'Pol descubrió anteriormente como refugio. Una vez allí, Mayweather regresa al campamento original para recuperar comida y nota tres formas de vida humanoides deambulando, pero los escaneos de T'Pol no revelan signos biológicos inusuales. En los confines de la cueva, Cutler y Novakovich también comienzan a ver y oír humanoides. Tucker también le informa a Archer que vio una misteriosa forma de vida extraterrestre. En busca de estas otras formas de vida, T'Pol toma una pistola de fase y se adentra más en la cueva. En su ausencia, el grupo de aterrizaje sospecha cada vez más de su comportamiento, pensando que les está ocultando información sobre los extraterrestres.
Preocupados, Archer y Reed intentan llegar al grupo de aterrizaje en un transbordador, pero no pueden hacerlo hasta que amaina el viento. Novakavich es trasladado de emergencia debido a su comportamiento errático y su signo biológico, y el Doctor Phlox descubre que ha estado expuesto a la tropolisina, un compuesto alucinógeno que se encuentra en el polen. Phlox también descubre que está al borde de la muerte, envenenado por un efecto secundario inesperado de la sustancia química. En el planeta, Tucker sufre cada vez más alucinaciones. T'Pol le informa a Archer que es irracional y que Mayweather y Cutler están casi inconscientes. Reed envía un antídoto a la cueva y, a pesar de la interferencia de Tucker, T'Pol puede administrarlo. A la mañana siguiente, la tormenta pasa y todos están bien.

## Producción
El título "Strange New World" es una referencia a la narración inicial hablada por William Shatner en Star Trek: The Original Series donde dice que su misión es "explorar nuevos mundos extraños, buscar nueva vida y nuevas civilizaciones, ir con valentía donde ningún hombre ha llegado antes".
El episodio fue escrito por Mike Sussman y Phyllis Strong. Ambos habían estado trabajando como escritores en Star Trek: Voyager, y en su último día, les mostraron el guion del episodio piloto de Enterprise "Broken Bow". A Sussman y Strong se les asignó la tarea de escribir el guion de "Strange New World" antes de que el Capitán Archer fuera elegido o el piloto comenzara a filmar. Les encantó la premisa retro del programa, pero aún quedaban muchos detalles por resolver.  El consultor científico y editor de artículos André Bormanis afirmó que si el capitán iba a llevar a su perro Porthos, entonces alguien podría decir "Donde ningún perro ha ido antes". A Brannon Braga le gustó la línea y dijo que la incluyera,  y Rick Berman señaló la línea como un ejemplo de dónde el programa hizo el esfuerzo de ser intencionalmente divertido. 
Star Trek se había referido anteriormente a planetas de "clase M", esta fue la primera vez que se explicó que "M" era la abreviatura de Minshara, una palabra vulcana.
Kellie Waymire fue elegida para interpretar a Elizabeth Cutler y le dijeron que podría ser un papel recurrente. Waymire apareció nuevamente en los episodios "Dear Doctor" y " Two Days and Two Nights".  Henri Lubatti, quien interpreta a Ethan Novakovich, previamente expresó un personaje en el videojuego Star Trek: Away Team. 
"Strange New World" marcó la primera ocasión en la que Anthony Montgomery participó en dobles, descubriendo que su trabajo anterior en la serie de televisión Awesome Adventures resultó beneficioso. Poco después explicó en una entrevista que quería participar en tantas actividades de especialistas como los productores le permitieran.

## Recepción
Este episodio fue transmitido por primera vez el 10 de octubre de 2001 por UPN. Logró una calificación de Nielsen de 5,0/8 y fue visto por un promedio total de 7,81 millones de espectadores.   Se enfrentó a una fuerte competencia desde el estreno de la temporada de Ed en NBC y Dawson's Creek en The WB.  
"Strange New World" fue señalado por USA Today como un episodio interesante de la franquicia, que señala la tensión entre humanos y vulcanos en el entorno Pre-Federación visto en el programa. Señalan que la nueva versión del universo de Star Trek es "muy divertida", destacando la tensión entre el Capitán Archer, explorador espacial primerizo, y la vulcana T'Pol.Julia Houston de About.com lo llamó "Una buena salida, sobre todo teniendo en cuenta que Star Trek rara vez brilla en los primeros episodios". Ella lo comparó con los episodios "The Naked Time" y "The Naked Now" donde todos se vuelven locos y revelan sus miedos internos, pero se decepcionó de que Archer no estuviera en la cueva para revelar sus pensamientos. Aint It Cool News calificó con 2.5 de 5. IGN le colocó un tres de cinco. Keith DeCandido de Tor.com calificó con un 5 de 10.

## Medios domésticos
Este episodio se lanzó como parte de la primera temporada de Enterprise, que se lanzó en alta definición en disco Blu-ray el 26 de marzo de 2013; tiene vídeo de 1080p y una pista de sonido DTS-HD Master Audio.